# Spargania subrubescens
Spargania subrubescens är en fjärilsart som beskrevs av W. Warren 1905. Spargania subrubescens ingår i släktet Spargania och familjen mätare. Inga underarter finns listade i Catalogue of Life.